# Hieracium carroceranum
Hieracium carroceranum es una especie de planta con flor del género Hieracium, de la familia Asteraceae, orden Asterales.

## Distribución
Hieracium carroceranum se distribuye por España.

## Taxonomía
Fue descrita científicamente por Mateo & Egido. Fue publicada en Flora Montiber. 48: 24 (2011).